# Nepheloleuca politia
Nepheloleuca politia är en fjärilsart som beskrevs av Pieter Cramer 1776. Nepheloleuca politia ingår i släktet Nepheloleuca och familjen mätare. Inga underarter finns listade i Catalogue of Life.

## Bildgalleri

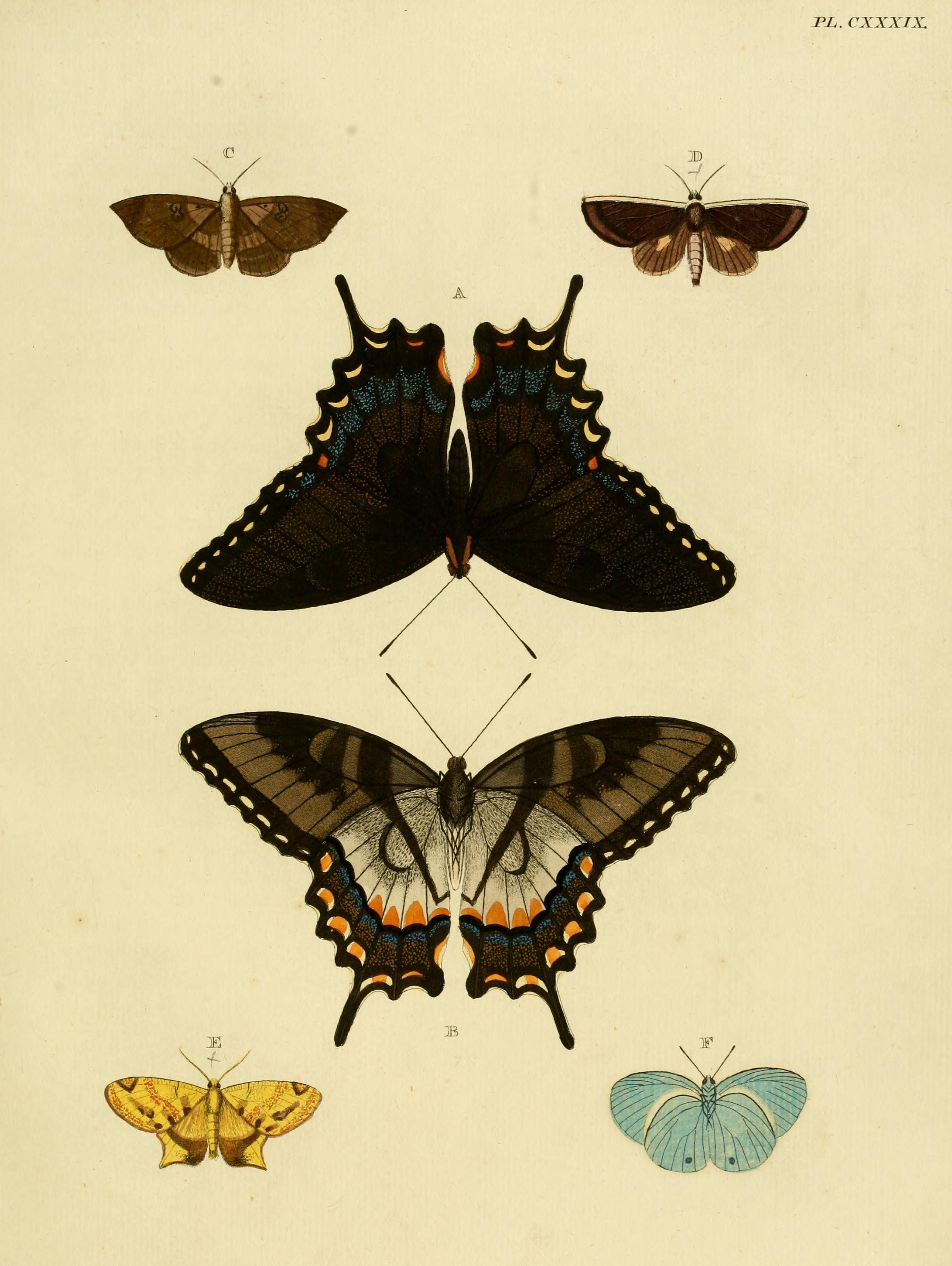